# Paula Fernandes: Um Ser Amor
Paula Fernandes é o primeiro EP da cantora brasileira Paula Fernandes, lançado em 2013. Atendendo aos pedidos dos fãs, a cantora e compositora Paula Fernandes lança EP com a música Um ser amor, que até então só estava disponível para venda no iTunes.
O sucesso da música que embala o casal protagonista da novela Amor à vida, da Rede Globo, fez com que a cantora reunisse quatro faixas românticas neste projeto, que chegou às lojas no dia 11 de junho, véspera do Dia dos Namorados.

## Faixas
1. "Um Ser Amor"
2. "Além da Vida"
3. "Céu Vermelho"
4. "Apenas Flor"

Além de Um ser amor, o EP traz Apenas flor (outra inédita em CD), Céu vermelho e Além da vida, que estão no disco Meus encantos.